# Dupa z marmuru
Dupa z marmuru (serb.-chorw. Dupe od mramora) – jugosłowiański dramat filmowy, satyra antywojenna z 1995 w reżyserii Želimira Žilnika. Film wyprodukowała telewizja B92.

## Opis fabuły
Bohaterami jest ekscentryczna para: transwestyta Merlin i prostytutka Sanela. Oboje zamieszkali razem na przedmieściu Belgradu. U tej dwójki pojawia się pewnego dnia Dzoni. Jest żołnierzem, który właśnie wrócił z frontu bośniackiego. To agresywny, uzbrojony "zły facet", który desperacko potrzebuje seksu, aby uspokoić swoje destrukcyjne żądze.

## Wymowa filmu
Film ma wymowę antywojenną w stylu make love, not war, w tym wypadku w ujęciu satyrycznym.

## Obsada
- Aleksandar Brujic[3]
- Vjeran Miladinovic jako Merlin
- Milja Milenkovic jako Sanela
- Nenad Milenkovic
- Nenad Rackovic jako Dzoni
- Lidija Stevanovic
- Miodrag Susa
- Miljen Vojnovic
- Gordan Zabaljac
- Suzana Zlatanovic

## Nagrody i nominacje
- 1995: nagroda Teddy dla Želimira Žilnika podczas Międzynarodowego Festiwalu Filmowego w Berlinie